# Cosmarium ocellatum
Cosmarium ocellatum là một loài Song tinh tảo trong họ Desmidiaceae, thuộc chi Cosmarium.